# Angelo Giori
Angelo Giori (11. května 1586 Camerino – 8. srpna 1662 Řím) byl římskokatolický italský kardinál, jmenovaný Urbanem VIII.

## Životopis
Jeho rodiče, Giovanni Francesco Giori a Polidora Polini, byli prostého původu. Po ukončení školy v Camerinu odešel do Říma a úspěšně dokončil studium kanonického i civilního práva. Díky přímluvě svého příbuzného Cesarea Giori, vstoupil do služeb kardinála Maffea Barberiniho, budoucího papeže Urbana VIII., jako jeho tajemník. Na post kardinála byl jmenovánConcistoriem 13. července 1643. Dne 31. srpna 1643 obdržel kardinálskou hodnost a titul Ss. Quirico e Giulietta. Účastnil se konkláve v letech 1644 a 1655.
Vedl stavbu Villy La Maddalena v Maceratě, a dohlížel na konstrukci Berniniho náhrobku pro Urbana VIII.
Zemřel ve věku 76 let. Je pohřben v Camerinu v kostele Santa Maria in Via.